# Mohammed Ali Abdel Moneim
Mohammed Ali Abdel Moneim (* 8. März 1981) ist ein ehemaliger irakischer Gewichtheber.
Er erreichte bei den Weltmeisterschaften 2001 den zwölften Platz in der Klasse bis 56 kg. 2002 gewann er beim Studentenweltcup Silber. Bei den Weltmeisterschaften 2003 wurde er Neunter. 2004 nahm er an den Olympischen Spielen in Athen teil und erreichte den zehnten Platz. Bei den Asienmeisterschaften 2008 war er Zwölfter. 2009 wurde er bei einer Dopingkontrolle positiv auf Methyltestosteron getestet und für zwei Jahre gesperrt.